# JBA Motors

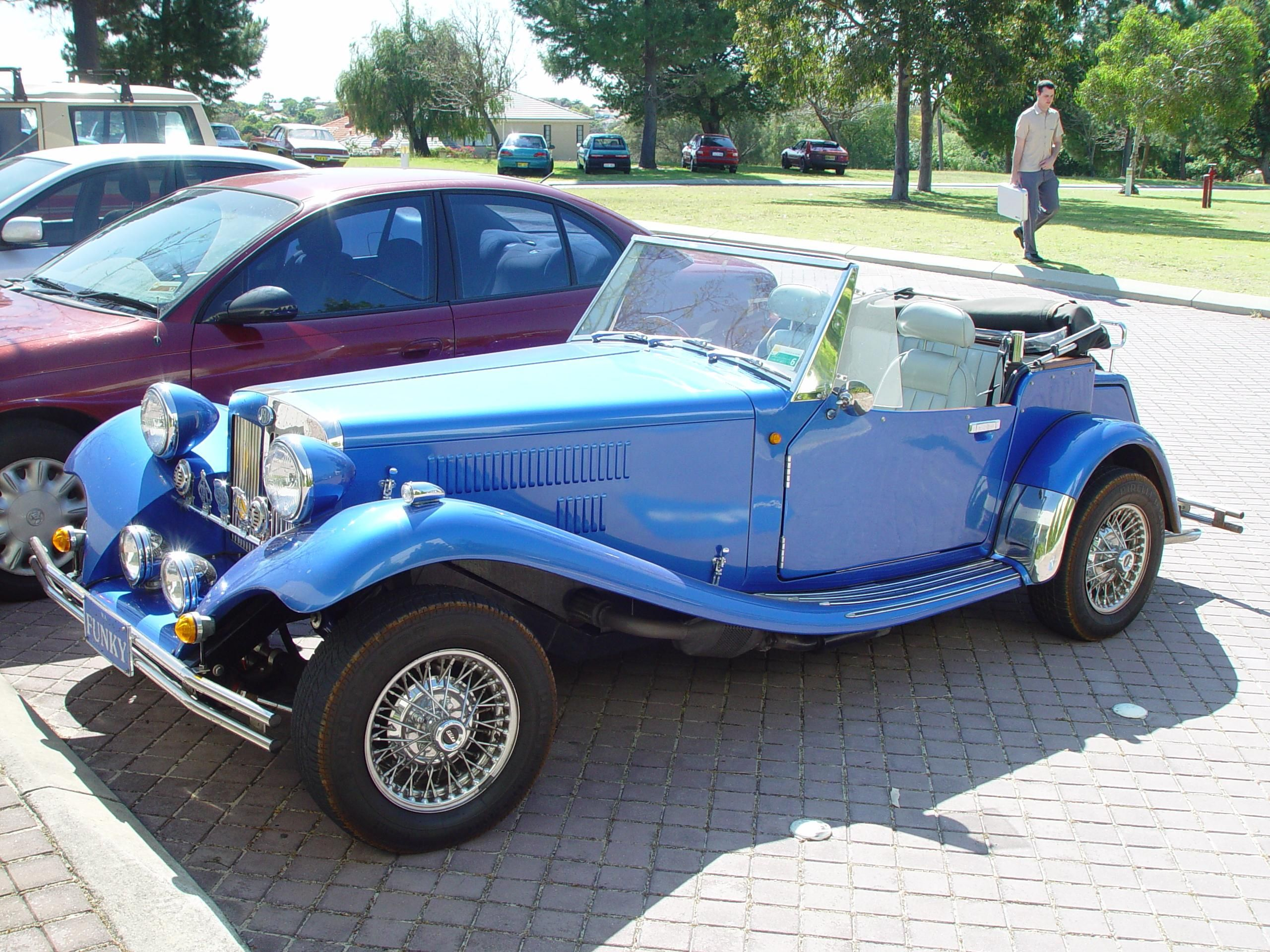
JBA Falcon

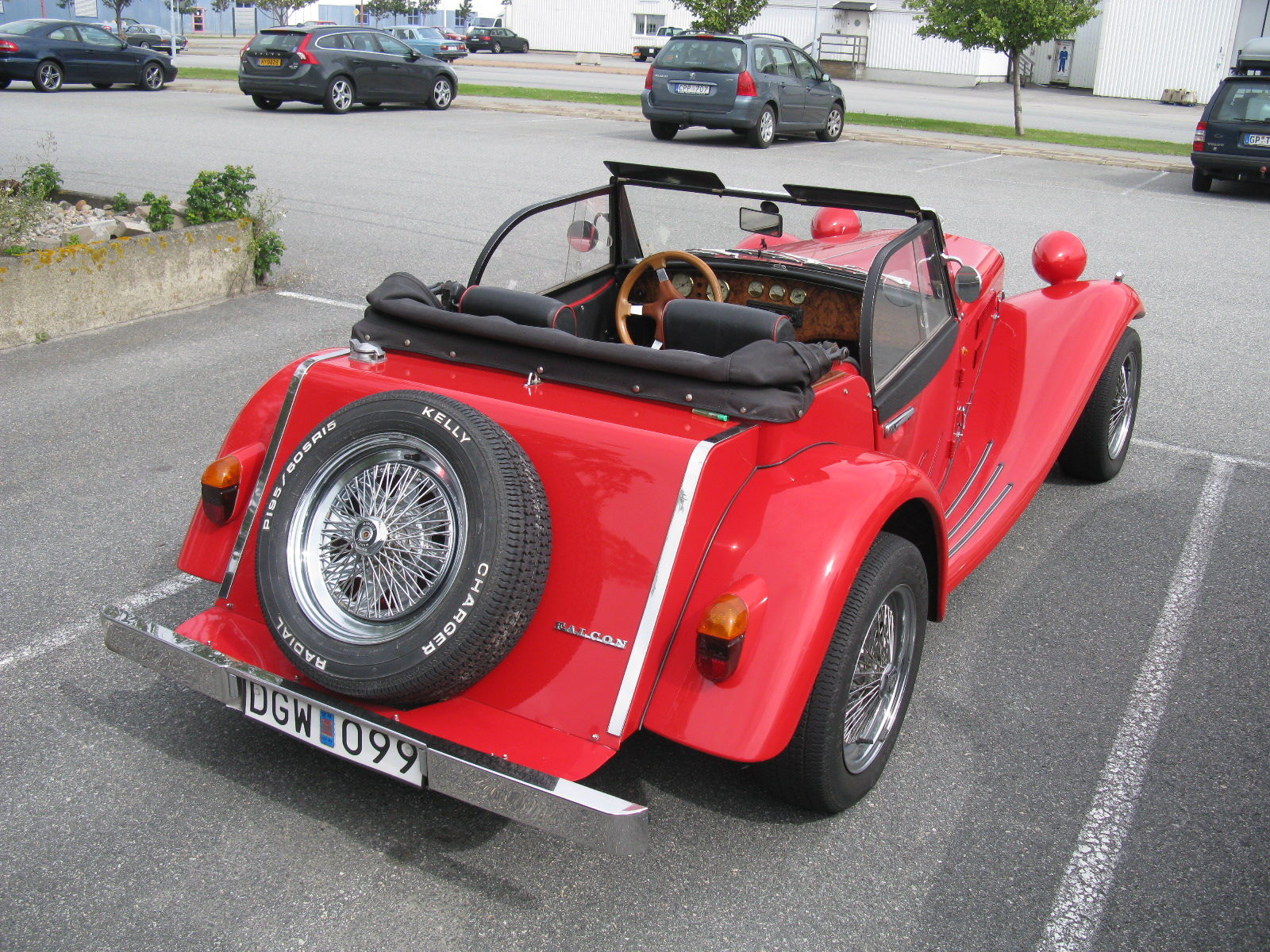
Heckansicht

JBA Motors, zuvor JBA Engineering Limited, ist ein britischer Hersteller von Automobilen.

## Unternehmensgeschichte
Ken Jones, John Barlow und Dave Ashley gründeten 1982 das Unternehmen JBA Engineering Limited in Standish bei Wigan in der Grafschaft Greater Manchester. Sie begannen mit der Produktion von Automobilen und Kits. Der Markenname lautet JBA. Barlow verließ das Unternehmen wenig später. 2004 übernahm Tim Banwell das Unternehmen. Im gleichen Jahr endete die Produktion, und 2007 wurde das Unternehmen aufgelöst.
GTS Tuning war ab 2005 im Besitz der Markenrechte, nutzte sie aber nicht.
2008 begann Bill Willcock mit Unterstützung seines Sohnes Matt mit der Entwicklung und 2011 im neuen Unternehmen JBA Motors in Norwich in Norfolk mit der Produktion neuer Fahrzeuge. Der Markenname wurde beibehalten. Insgesamt entstanden bisher etwa 1700 Exemplare.

## Fahrzeuge
Das Unternehmen stellte mit der Modellreihe Falcon offene Fahrzeuge im Stile der 1930er Jahre her, die eine Ähnlichkeit zum MG TF aufweisen. Es gab verschiedene Ausführungen wie Roadster (1982–1985), Plus 2 (1985–1989), Sports (1988–2004), Tourer (1990–2005), SR und SRI (1991–2005) sowie TSR (1993–2004). Sie boten wahlweise Platz für zwei, 2 + 2 oder vier Personen. Anfangs bestand die Karosserie aus Paneelen aus Stahl. Wenig später war die Karosserie aus Aluminium und die Kotflügel aus Fiberglas. Zum Schluss bestand die gesamte Karosserie aus Fiberglas. Die Karosserieform wurde mit der Zeit etwas überarbeitet. So wurden die Fahrzeuge breiter und niedriger, erhielten einen Kofferraumdeckel und eine schräger stehende Windschutzscheibe. Zunächst trieb ein Vierzylindermotor vom Ford Cortina die Fahrzeuge an. Später kamen Motoren vom Ford Sierra, V6-Motoren von Ford und V8-Motoren von Rover zum Einsatz.
Der Falcon von 2011 hat Motoren von BMW aus den Baureihen BMW E36 und BMW E46.
Der Javelin basierte auf einem Leiterrahmen aus Stahl. Darauf wurde eine Karosserie aus Fiberglas montiert. Das Fahrzeug hatte ein Targadach und dahinter ein kleines faltbares Verdeck. Die Basis bildete der Ford Capri der zweiten und dritten Generation. Zwischen 1985 und 1989 entstanden etwa 55 Exemplare.